# Opsječko
Opsječko (cyr. Опсјечко) – wieś w Bośni i Hercegowinie, w Republice Serbskiej, w gminie Čelinac. W 2013 roku liczyła 1180 mieszkańców.